# Pilar Rahola
Pour les articles homonymes, voir Pilar.
Pilar Rahola i Martínez, née le 21 octobre 1958 à Barcelone, est une journaliste, écrivaine et femme politique espagnole.

## Biographie
Pilar Rahola est issue d'une famille républicaine et antifasciste et quelques membres de sa famille furent de célèbres politiciens : Pere Rahola (es), ministre de la Marine de la République ; Frederic Rahola, le premier Syndic de Greuges (ombudsman) de la Generalitat de Catalunya; Carles Rahola, intellectuel exécuté par le franquisme. Elle est mariée et a trois enfants, dont deux sont adoptés, l'un de Barcelone, l'autre de la Sibérie.
Rahola est licenciée en philologie catalane et espagnole de l'Université de Barcelone . Elle a publié divers livres en catalan et castillan et écrit des articles pour les journaux El País, en Espagne; La Nación en Argentine et le Diario de América (es) aux États-Unis. Elle travaille aussi pour la télévision et a donné des conférences universitaires. 
De 1987 à 1990, elle a été directrice de la maison d'édition catalane Pòrtic, et comme journaliste, elle a rendu compte de quelques événements importants : la guerre entre l'Érythrée et l'Éthiopie, la guerre des Balkans, la guerre du Golfe, la chute du mur de Berlin, etc.
En tant que politicienne, elle est le seul membre d'Esquerra Republicana de Catalunya au Congrès espagnol aux 5e et 6e législatures, et vice-maire de Barcelone. Elle a aussi participé à des commissions d'enquête, surtout celles qui sont liées à la corruption politique comme la comisión Roldán.
En 1996, elle abandonne l'Esquerra Republicana de Catalunya pour joindre Àngel Colom (es) et Joan Laporta dans un nouveau parti « Partit per la Independència (es) », mais après leur fiasco, elle décide de s'adonner au journalisme et la littérature.

## Prix et distinctions
- Docteur honoris causa à l'Universidad de Artes y Ciencias de la Comunicación de Santiago du Chili, (2004), pour sa lutte en faveur des droits de l'homme
- Premio Javer Olam (2004), attribué par la communauté juive du Chili pour sa lutte contre l'antisémitisme.
- Cicla Price (2005), pour sa lutte contre l'antisémitisme.
- Membre d'honneur de l'Université de Tel Aviv
- Prix Menora d'or avec Simone Veil, décerné par le B'nai Brith français
- Prix Scopus, 2007. décerné par l'Université Hébraïque de Jérusalem. C'est le prix international le plus prestigieux que décerne cette Université.
- Prix APEI 2007 pour ses articles de presse, décerné par "Asociación Profesional Española de Informadores de Prensa, Radio y Televisión".
- Invitée d'honneur à la Conférence politique Annuelle de l'AIPAC (American Israel Public Affairs Committe), avec une conférence sur l'antisémitisme en Europe et la gauche.
- Prix Senador Angel Pulido, 2009, décerné par la Federación de Comunidades Judías de España, pour sa lutte contre l'intolérance.
- Prix Mass Media Award, 2009, décerné par l'American Jewish Committee, pour sa lutte pour les droits de l'homme dans le monde.
- Prix Daniel Pearl, 2010, décerné par l'Anti-Defamation League, pour sa lutte contre l'antisémitisme et pour un journalisme honnête.
- Prix Morris Abram Human Rights Award, décerné par UN Watch pour sa défense du Droits de l'Homme. Genève, 2011.
- Prix Samuel Hadas, décerné par l'Ambassade d'Israël en Espagne, et reçu avec Felipe Gonzalez et José Maria Aznar, pour sa contribution à la tolérance envers le peuple juif.